# Никитин, Алексей Иванович (Герой Советского Союза)
Алексе́й Ива́нович Ники́тин (13 октября 1918, Лысково, Московская область — 2 сентября 1954, Москва) — Герой Советского Союза (1943), полковник (1951), военный лётчик 1-го класса (1954).

## Биография
Родился 13 октября 1918 года в деревне Лысково Весьегонского уезда Тверской губернии. В 1934 году окончил 7 классов школы в деревне Турково (Краснохолмский район), в 1935 году — школу ФЗУ в Москве. Работал модельщиком на компрессорном заводе «Борец» в Москве. Окончил аэроклуб.
В армии с декабря 1937 года. В 1938 году окончил Борисоглебскую военную авиационную школу лётчиков. Служил в ВВС лётчиком истребительного авиаполка (в Ленинградском военном округе).
Участник советско-финской войны: в ноябре 1939 — марте 1940 — лётчик 7-го истребительного авиационного полка. Совершил несколько десятков боевых вылетов на истребителях И-15бис и И-153, в воздушных боях лично сбил 2 самолёта противника.
Продолжал службу в ВВС лётчиком истребительного авиаполка (в Ленинградском военном округе).
Участник Великой Отечественной войны: в июне-июле 1941 — лётчик 7-го истребительного авиационного полка, в июле-октябре 1941 — лётчик 19-го истребительного авиационного полка. Воевал в составе ПВО Ленинграда. 12 сентября 1941 года в воздушном бою был ранен в ноги. В октябре 1941 — ноябре 1943 — командир звена, военком эскадрильи 153-го (с ноября 1942 — 28-го гвардейского) истребительного авиационного полка. Воевал на Ленинградском, Волховском, Воронежском, Северо-Западном и 1-м Прибалтийском фронтах. Участвовал в обороне Ленинграда и Воронежа, прорыве блокады Ленинграда.
За мужество и героизм, проявленные в боях, Указом Президиума Верховного Совета СССР от 10 февраля 1943 года гвардии майору Никитину Алексею Ивановичу присвоено звание Героя Советского Союза с вручением ордена Ленина и медали «Золотая Звезда».
В ноябре 1943 — феврале 1944 — лётчик-инспектор по технике пилотирования 269-й истребительной авиационной дивизии, в феврале-ноябре 1944 — лётчик-инспектор по технике пилотирования 14-й воздушной армии. Воевал на Волховском, Ленинградском и 3-м Прибалтийском фронтах. Участвовал в Новгородско-Лужской, Псковско-Островской, Тартуской и Рижской операциях.
За время войны совершил 310 боевых вылетов на истребителях МиГ-3 и Р-39 «Аэрокобра», в 73 воздушных боях сбил лично 11 и в составе группы 3 самолёта противника.
Участник советско-японской войны 1945 года в должности лётчика-инспектора по технике пилотирования Управления 12-й воздушной армии (Забайкальский фронт). Участвовал в Хингано-Мукденской операции.
До февраля 1946 года продолжал службу лётчиком-инспектором Воздушной армии (в Забайкальском военном округе). В 1951 году подполковник Никитин окончил Военно-воздушную академию (Монино). Служил старшим лётчиком-инспектором в Управлении боевой подготовки ВВС.
Жил в Москве. Погиб 2 сентября 1954 года в авиакатастрофе при исполнении служебных обязанностей. Похоронен на Ваганьковском кладбище на участке № 20.

## Награды
- Герой Советского Союза (10.02.1943);
- орден Ленина (10.02.1943);
- два ордена Красного Знамени (20.12.1941; 13.09.1942);
- орден Отечественной войны 1-й степени (19.10.1944);
- орден Отечественной войны 2-й степени (29.02.1944);
- орден Красной Звезды (1953);
- две медали «За боевые заслуги» (5.02.1940; 24.06.1948);
- другие медали.

## Память
- Именем А. И. Никитина названы улица и переулок в городе Красный Холм Тверской области.
- В деревне Лысково Краснохолмского района на доме, в котором он родился, была установлена мемориальная доска. До настоящего времени дом не сохранился.